# Đồ Sơn (quận)
Đồ Sơn là một quận nội thành cũ thuộc thành phố Hải Phòng, Việt Nam.

## Địa lý
Quận Đồ Sơn nằm ở phía đông nam thành phố Hải Phòng, cách trung tâm thành phố khoảng 22 km về hướng đông nam, có vị trí địa lý:
- Phía đông và phía nam giáp Vịnh Bắc Bộ
- Phía tây giáp huyện Kiến Thụy
- Phía bắc giáp quận Dương Kinh.

Đồ Sơn là một bán đảo nhỏ do dãy núi Rồng vươn dài ra biển 5 km với hàng chục mỏm đồi cao từ 25 đến 130m. Đồ Sơn có một khu nghỉ mát gồm nhiều bãi biển có phong cảnh đẹp ở miền bắc Việt Nam. Do ở phía bắc và phía nam của quận là hai cửa sông Lạch Tray và Văn Úc thuộc hệ thống sông Thái Bình đổ ra biển đem theo nhiều phù sa, cộng thêm việc quai đê lấn biển ở Đảo Hòn Dấu để xây dựng khu Resort cao cấp, nên nước biển ở khu vực này đục (nhất là khu II) nhưng vẫn có sức thu hút du khách.

## Hành chính
Quận Đồ Sơn có 6 đơn vị hành chính cấp xã trực thuộc, bao gồm 6 phường: Bàng La, Hải Sơn, Hợp Đức, Minh Đức, Ngọc Xuyên, Vạn Hương.

### Nguồn gốc tên gọi Đồ Sơn

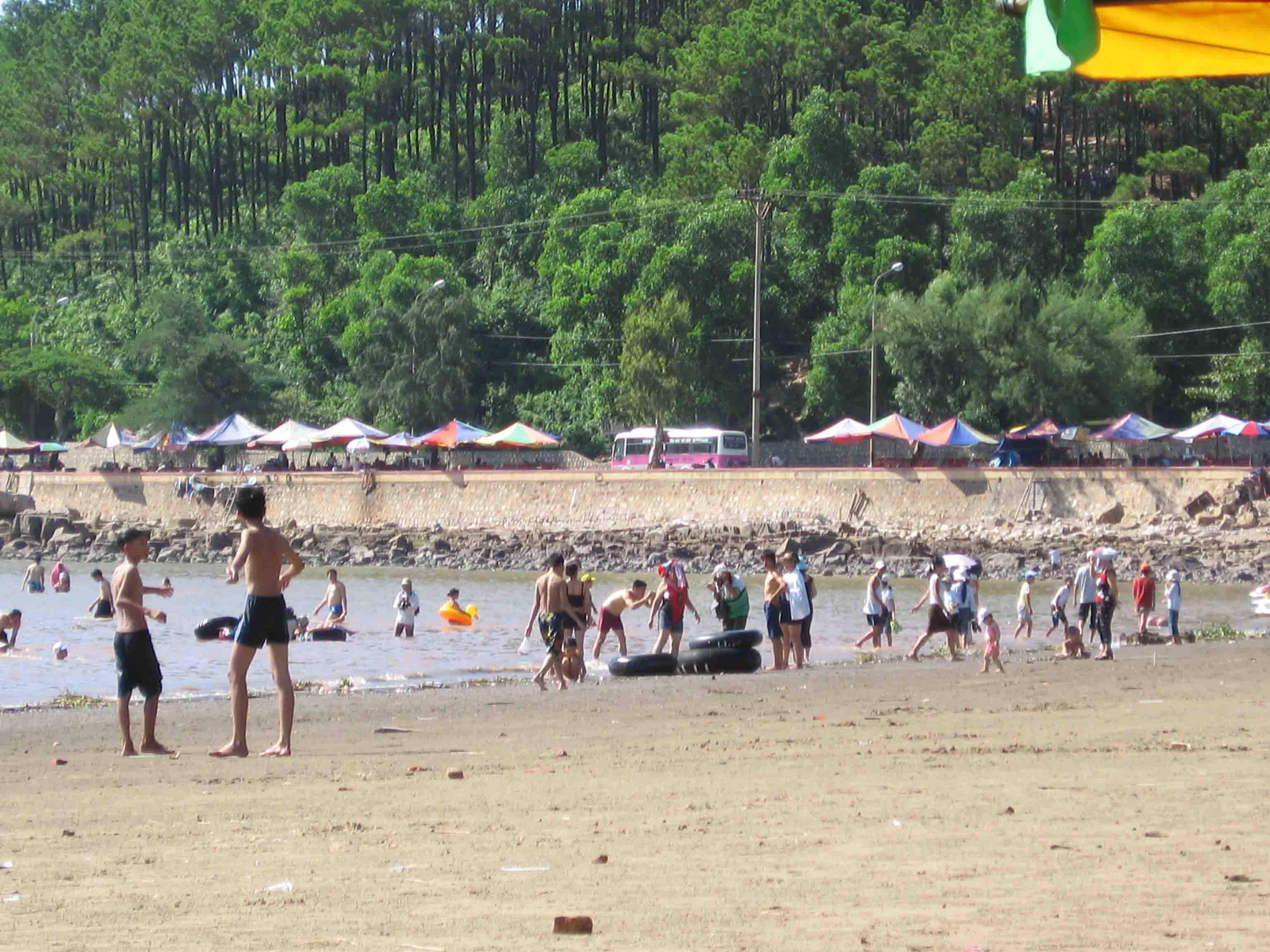
Bãi tắm biển Đồ Sơn

### Nguồn gốc của Kinh tộc Tam Đảo

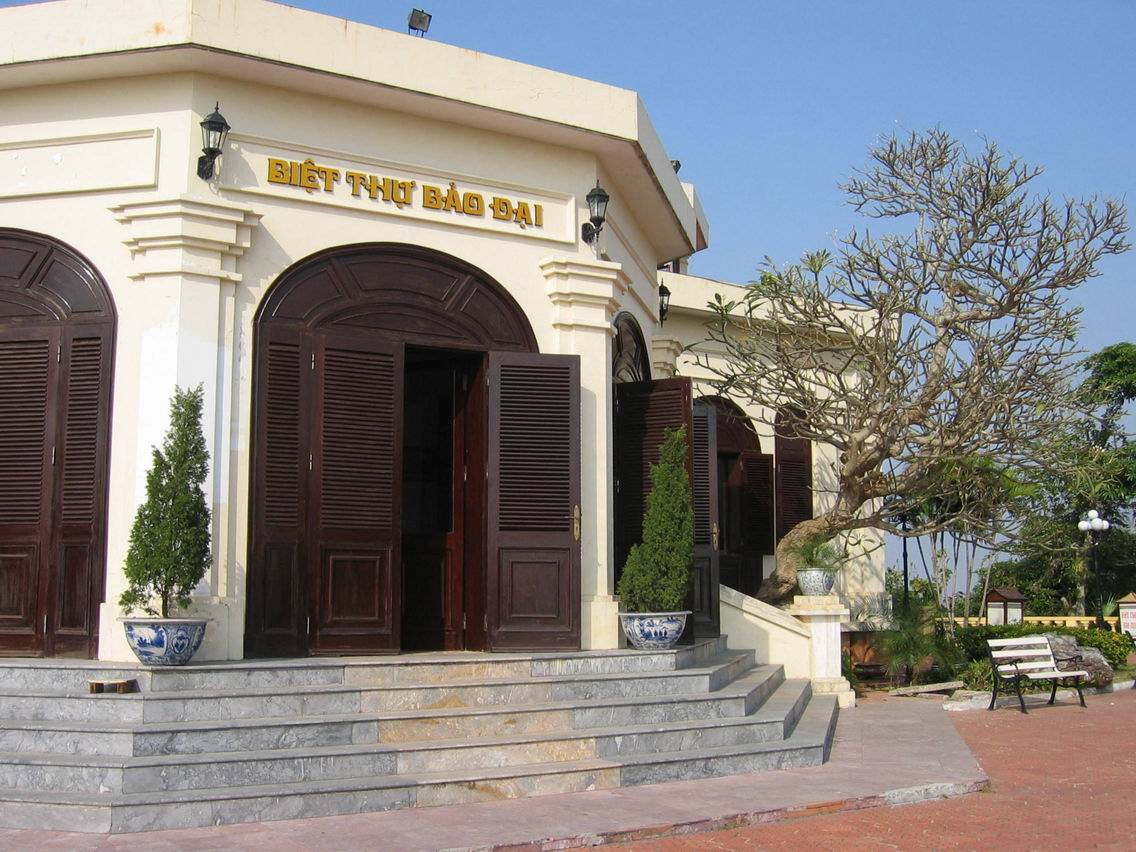
Biệt thự Bảo Đại tại Đồ Sơn

## Du lịch

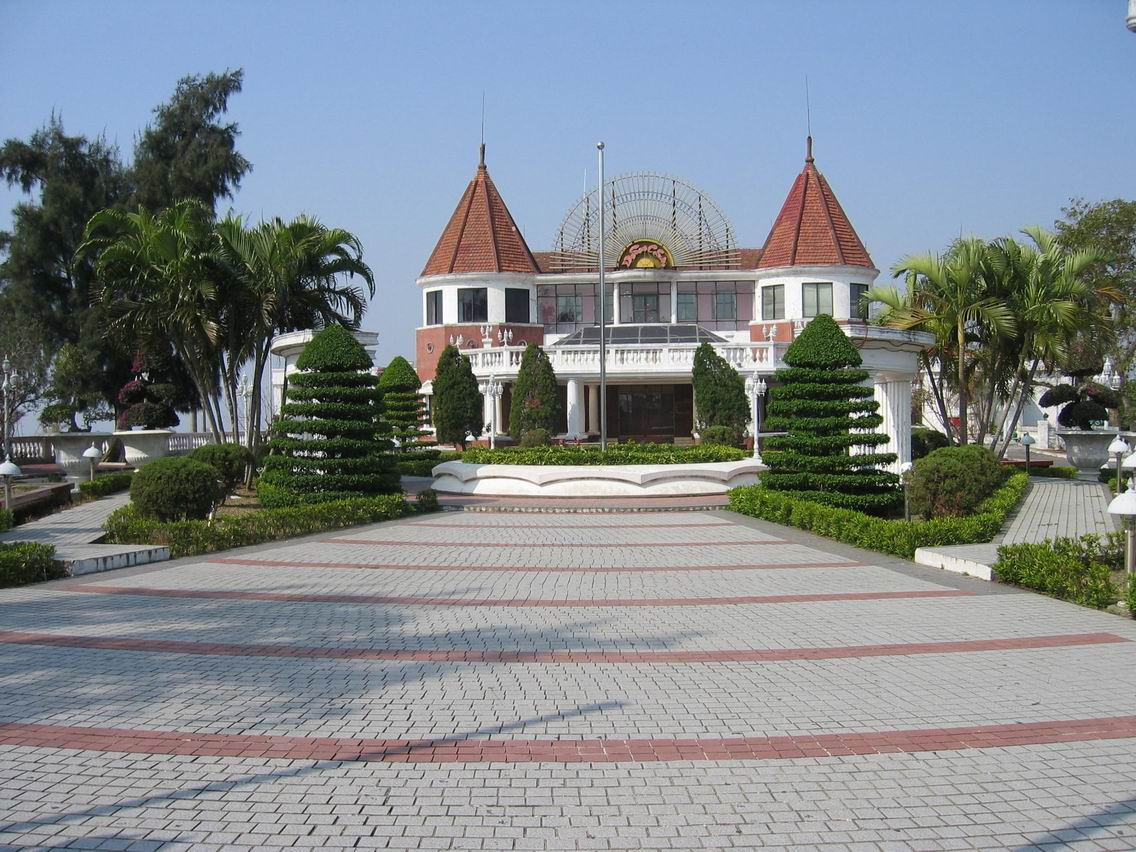
Một sòng bạc tại Đồ Sơn

## Lịch sử